# Ptychadena tournieri
Ptychadena tournieri es una especie  de anfibios de la familia Ranidae.

## Distribución geográfica
Se encuentra en Costa de Marfil, Gambia, Guinea, Guinea-Bissau, Liberia, Senegal y Sierra Leona.  